# Cercopithecus albogularis
Cercopithecus albogularis är en primat i släktet markattor som förekommer i östra och södra Afrika. Populationerna infogades tidigare i diademmarkatta (Cercopithecus mitis) och sedan tidig 2000-talet godkänns taxonet i flera zoologiska publikationer som art. IUCN listar det fortfarande som underart.

## Utseende
Honor är med en absolut längd av 111 till 122 cm, inklusive en 66 till 74 cm lång svans samt med en vikt av 3,6 till 5,7 kg betydlig mindre än hannar. Hannar blir med svans 132 till 145 cm lång, svanslängden är 78 till 87 cm och vikten varierar mellan 6,8 och 10,0 kg. På huvudets topp och på axlarna förekommer svart päls med vita eller ljusbruna hårspetsar som ger ett spräckligt utseende. Andra delar av ryggen, kroppssidorna och övre delen av extremiteternas utsida är lite ljusare i samma färg. Kännetecknande är det vita till ljusgråa området vid strupen. Buken och extremiteternas insida är täckt av ljusbrun päls. Som en tydlig kontrast är utsidan av extremiteternas nedre del svart. Beroende på population kan röd- eller gulaktiga skuggor förekomma.

## Utbredning
Cercopithecus albogularis har flera från varandra skilda populationer i östra Afrika från Etiopien till östra Sydafrika. Nominatformen lever på Zanzibar. Habitatet utgörs av städsegröna och lövfällande skogar. Arten besöker ibland angränsande landskap men den stannar alltid nära skogarna.

## Ekologi

### Socialt beteende
Individerna är aktiva på dagen och de sover på natten i träd. En flock med 4 till 35 medlemmar består av en alfahanne, flera vuxna honor och deras ungar. En framgångsrik hanne kan hålla sin position upp till 3,5 år. Yngre hannar som fick lämna flocken och som inte etablerade ett eget harem lever i ungkarlsflockar med 2 eller 3 medlemmar. De stora flockarna har ett cirka 20 hektar stort revir. Vid viloplatsen delas flocken i mindre grupper och några exemplar sover ensam.
Efter att Cercopithecus albogularis vaknar sitter den upp till 1,5 timmar i solen. Födan söks främst på morgonen och på eftermiddagen. Under dagens hetaste timmar håller markattan rast. Flockens medlemmar kommunicerar med olika läten. När två flockar möts vid revirets gränser är det honorna som strider mot varandra genom snabba rörelser mot de främmande honorna. Alfahannen strider bara ifall en hanne utan flock vill överta flocken. Under dessa strider kan motståndarna få sår på huvudet och på övre bålen. När den nya hannen är starkare kan den döda några av flockens ungar (infanticid) och äta olika kroppsdelar (kannibalism). Hannen parar sig efteråt med den döda ungens mor som blir dräktig under följande fortplantningsperiod.
På Zanzibar dokumenterades blandade flockar av Cercopithecus albogularis och Piliocolobus kirkii. Arten letar ibland tillsammans med blå dykare (Cephalophus monticola) efter föda.

### Föda
Denna markatta äter främst frukter samt blommor, blad och naturgummi. I mindre mått ingår unga växtskott och ryggradslösa djur i födan. Arten har en väl utvecklad blindtarm inklusive bihang vad som underlättar ämnesomsättningen. I Sydafrika dokumenterades individer som avlägsnar barken av introducerade träd (till exempel från tallsläktet) och slickar på barkens insida. Syftet med detta beteende är oklart. Ett fåtal individer iakttogs när de fångade en galago som sedan åts tillsammans med blad. Samma beteende var sedan tidigare känt från schimpanser.
Markattan är särskilt betydande för fröspridningen av växten Afzelia quanzensis.

### Fortplantning
I södra delen av utbredningsområdet föds ungarna under den varma och fuktiga årstiden. Hos exemplar i fångenskap registrerades ingen särskild parningstid. Efter cirka 140 dagar dräktighet föds vanligen en unge eller sällan två ungar. Ungens pälsfärg är vid födelsen enhetlig mörkgrå eller svart med undantag av öronens spetsar och ögonbrynen som gulvita. Efter två månader blir ungen oberoende av modern.